# Ndongo (Dibang)
Pour les articles homonymes, voir Ndongo.
Ndongo est un village de la région du Centre du Cameroun, situé dans la commune de Dibang. 

## Population et développement
En 1962, la population de Ndongo était de 389 habitants. La population de Ndongo était de 349 habitants dont 189 hommes et 160 femmes, lors du recensement de 2005.     